# حقوق بشر در افغانستان
حقوق بشر در افغانستان موضوعی بحث‌برانگیز است. افغانستان در قانون اساسی خود از یک چارچوب حقوق بشر برخوردار است. این کشور در آوریل ۱۹۸۷ عضو کنوانسیون ملل متحد علیه شکنجه شد.
لایحه حقوق در فصل دو قانون اساسی افغانستان ذکر شده است و از حق حیات و آزادی مطابق قانون اساسی و همچنین حق محاکمه عادلانه و فرض برائت برای همه افراد حمایت می‌شود این لایحه یک چارچوب قدرتمند حقوق بشری است که حقوق بشری را در این کشور به همه شهروندان تضمین می‌کند.
برخی از  نیروهای امنیتی افغانستان به ارتکاب نقض شدید حقوق بشر مانند ناپدید شدن اجباری، قتل غیرقانونی و شکنجه مظنون به تروریست متهم شده‌اند. علاوه بر این، برخی از اعضای نیروهای امنیتی نیز در کشتار غیرنظامیان در عملیات زمینی و همچنین حملات هوایی نقش داشته‌اند.

## تاریخچه
در سلطنت ظاهر شاه، حقوق بشر معمولاً رعایت می‌شد. از سال ۱۹۴۹، نخست‌وزیر افغانستان شاه محمود خان آزادی مطبوعات را افزایش داد، اما این اقدامات به زودی معکوس شدند. قانون مطبوعات که در ژوئیه ۱۹۶۵ اجرا شد، برای اولین بار آزادی قابل توجهی را برای مطبوعات فراهم کرد. در حالی که مطبوعات عمدتاً آزاد بودند، در بعضی موارد پادشاه رسانه‌ها را از مخالفانی که تهدیدآمیز تلقی می‌شدند، بست. جمهوری کمونیستی خلق که پس از انقلاب ثور در ۱۹۷۸ افغانستان را اداره کرد، وحشیانه بود و به شدت مخالفان را سرکوب می‌کرد. دولت هزاران زندانی، مخالف غیرنظامی روستایی را ربود و اعدام کرد.
در آوریل ۱۹۸۷، افغانستان کنوانسیون سازمان ملل متحد علیه شکنجه (CAT) را تصویب کرد که مانع از تحمیل شکنجه دولت توسط هر فرد می‌شود. رهبر جدید ببرک کارمل قول داد که به وحشیگری خلق پایان دهد، که تا حدی انجام شد، اما نقض حقوق بشر همچنان ادامه داشت. دولت به همراه شوروی (در طی جنگ شوروی - افغانستان عمداً شهرک‌های غیرنظامی را در مناطق روستایی هدف قرار دادند. تحت اصلاحات رئیس‌جمهور محمد نجیب الله، آزادی بیان بیشتر بهبود یافت اما حقوق بشر به‌طور کلی محدود بود.
در دهه ۱۹۹۰، جنایات زیادی توسط شبه نظامیان مختلف علیه غیرنظامیان انجام شد. حملات موشکی بی‌رویه در طی نبرد کابل، به ویژه حملات شبه نظامیان گلبدین حکمتیار باعث کشته شدن هزاران غیرنظامی شد. طالبان، که از سال ۱۹۹۶ در قدرت بود، محدودیت‌های شدیدی بر زنان اعمال کرد، اعدام‌های عمومی را انجام داد و از ورود کمک‌های بین‌المللی به کشور برای غیرنظامیان گرسنه جلوگیری کرد.

### قرن ۲۱

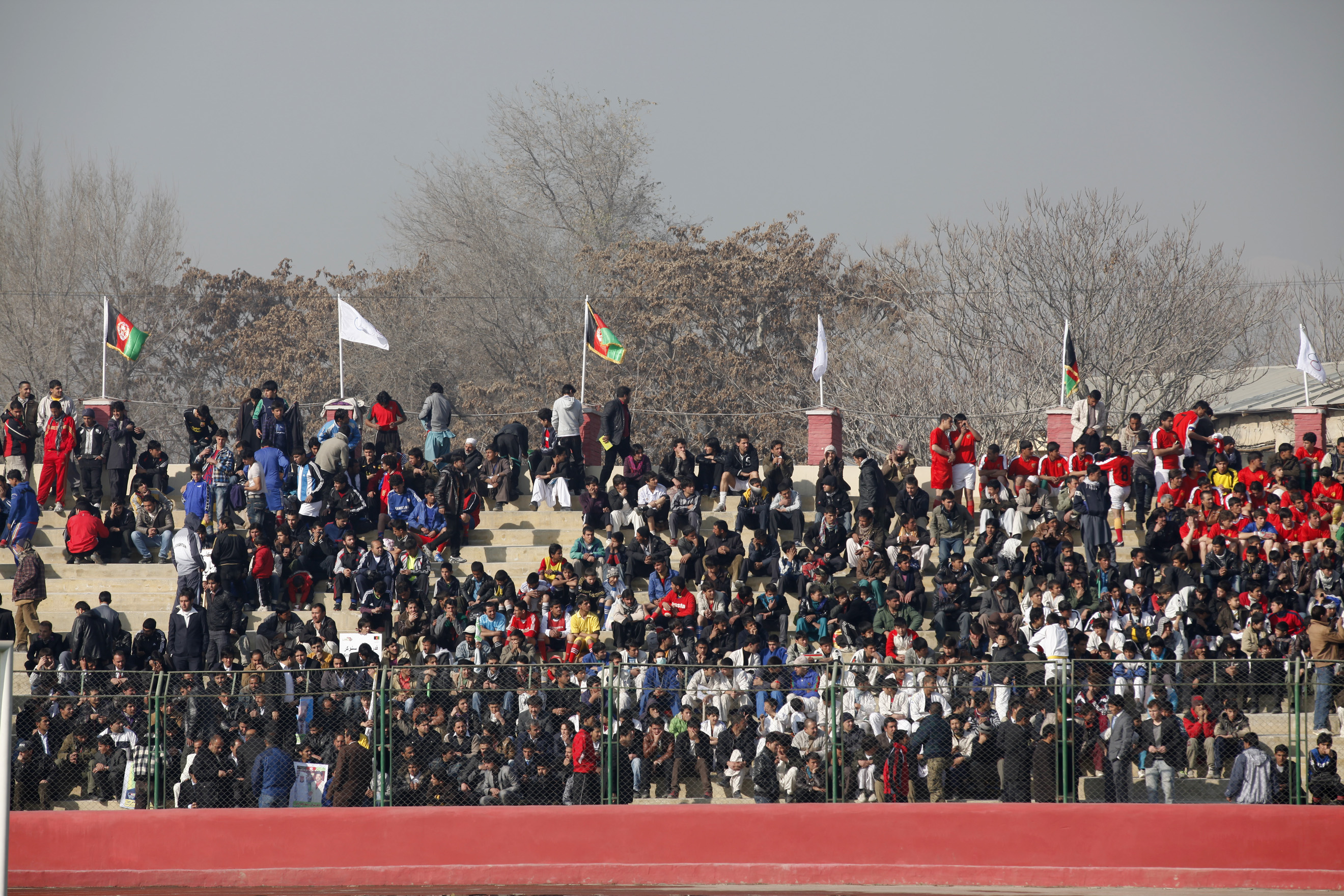
هواداران فوتبال در داخل استادیوم قاضی در پایتخت کابل که چند قومی است و بزرگ‌ترین شهر افغانستان است.

توافق بن سال 2001 کمیسیون مستقل حقوق بشر افغانستان (AIHRC) را به عنوان نهاد ملی حقوق بشر برای حمایت و ارتقا محافظت حقوق بشر ایجاد کرد. و تحقیق در مورد حقوق بشر سوء استفاده‌ها و جنایات جنگی. قانون اساسی افغانستان در سال ۲۰۰۴ وجود کمیسیون مستقل حقوق بشر افغانستان را محکم نهاد. در حالی که تلاطم‌ها، خشونت‌ها و تلاش‌های بازسازی در حال انجام، درک دقیق از آنچه اتفاق می‌افتد را دشوار می‌کند، گزارش‌های مختلف سازمان مردم‌نهاد شاخه‌های مختلف دولت افغانستان را به نقض حقوق بشر متهم کرده است.
همچنین موارد مختلف نقض حقوق بشر توسط سربازان آمریکایی بر غیرنظامیان افغان، بخصوص در زندانهای بگرام که غیرنظامیان بی گناه شکنجه، شرایط تحقیرآمیز و رفتار غیرانسانی را تحمل کرده‌اند، صورت گرفته است. ایالات متحده به دلیل مجازات ملایم برای سربازان مسئول مورد انتقاد شدید قرار گرفت. تخلفات در سال ۲۰۰۳ از جمله آدم‌ربایی، تجاوز به عنف، سرقت و زورگیری. جنگ سالاران و نیروهای سیاسی سابق افغانستان که در هنگام سرنگونی طالبان ، مسئول نقض بی شماری از حقوق بشر در سال ۲۰۰۳ از جمله آدم‌ربایی، تجاوز، سرقت و زورگیری بودند. در طی چهار دهه گذشته هزاران نفر در افغانستان قربانی ناپدید شدن اجباری شده‌اند،

#### قرارداد شکنجه
در مارس ۲۰۰۲، "ABC News" ادعا کرد که مقامات ارشد CIA روشهای بازجویی بحث‌برانگیز و خشن را مجاز دانسته‌اند. تکنیک‌های احتمالی بازجویی شامل تکان دادن و سیلی زدن، بستن زندانیان در حالت ایستاده، نگه داشتن زندانی در یک سلول سرد و خنک کردن آنها با آب و تخته آب. مطالعه سازمان ملل در سال ۲۰۱۱ گزارش از مصاحبه با ۳۷۹ بازداشت شده داشته است. این گزارش دریافت که افرادی که توسط پلیس یا سرویس‌های اطلاعاتی نگهداری می‌شوند مورد ضرب و شتم، از بین بردن ناخن‌های پا و برق گرفتگی قرار می‌گیرند.

#### انتخابات در هنگام مبارزه
از سال ۲۰۰۱ تاکنون چندین انتخابات در افغانستان برگزار شده است. آخرین انتخابات در ۱۸ سپتامبر ۲۰۱۰ برای شورای ملی برگزار شد که در آن ۲۴۹۹ نامزد برای ۲۵۰ کرسی رقابت می‌کردند. در زمان انتخابات طالبان به بسیاری از افراد درگیر حمله کردند و در بیش از ۳۰۰ حمله به رای‌گیری‌ها ۱۱ غیرنظامی و ۳ پلیس ملی افغانستان را کشتند. تعداد کم کشته شدگان به دست طالبان را می‌توان ناشی از اقدامات فزاینده ای دانست که به‌طور خاص رهبران شورشیان را هدف حملات خود قرار می‌دهند در روزهای منتهی به انتخابات، که صدها شورشی و مواد منفجره را دستگیر می‌کند. مشارکت در انتخابات ۴۰ درصد بود.

Kadma

## سیستم عدالت
افغانستان دارای دو سیستم عدالت غالب است: سیستم رسمی دولتی و سیستم سنتی غیررسمی. علی‌رغم وجود سیستم قضایی عادی به عنوان مثال دادگاه عالی، دادگاه امنیت ملی (رسیدگی به پرونده‌های مربوط به تروریسم)، دادگاه‌های بدوی و دوم، موسسات سنتی «جرگه» و «شورا» در حال فعالیت هستند.

## قانون و نظم
برخی از اعضای اداره امنیت ملی افغانستان (NDS) به اداره زندان‌های خود، شکنجه مظنونان و آزار روزنامه نگاران متهم شده‌اند. آنها همچنین به قتل عمدی غیرنظامیان در حملات دولت متهم شده‌اند.
نیروهای امنیتی شبه نظامیان محلی که زندان‌های خود را نیز دارند به شکنجه و قتل‌های خودسرانه متهم شده‌اند. جنگ سالار در شمال از تخریب اموال، تجاوز و قتل استفاده کرده‌اند تا پشتون‌ها آواره را از بازپس‌گیری خانه‌های خود منصرف کنند. کار کودکان و قاچاق انسان در خارج از کابل معمول است. غالباً افراد غیرنظامی در نبردهای بین نیروهای جنگ سالار کشته شده‌اند. شرایط نامناسب در زندانهای شلوغ منجر به بیماری و مرگ در میان زندانیان شده است. یک برنامه توانبخشی زندان در سال ۲۰۰۳ آغاز شد.
در غیاب یک سیستم قضایی ملی تأثیرگذار، به دلیل غلبه بر استانداردهای محلی ناهموار در محاکمات کیفری، حق حمایت از قضایی به خطر افتاده است. اصول دادرسی عادلانه در قانون اساسی افغانستان و آیین دادرسی کیفری گنجانده شده است، اما به دلایل مختلف، از جمله کمبود نیروهای متخصص، به ویژه وکلای مدافع، کمبود منابع مادی، فساد غالباً مورد نقض قرار می‌گیرد. و دخالت غیرقانونی توسط جنگ سالاران و سیاستمداران. در طی چهار دهه گذشته هزاران نفر در افغانستان قربانی ناپدید شدن اجباری شده‌اند.
در ۲۷ ژوئن ۲۰۲۰، دو مدافع حقوق بشر در ارتباط با کمیسیون مستقل حقوق بشر افغانستان در یک حمله بمبی کشته شدند. آنها پس از منفجر شدن ماده منفجره متصل به وسیله نقلیه خود جان باختند. این حمله کمتر از یک هفته پس از کشته شدن دو دادستان و سه کارمند دیگر دفتر دادستان کل توسط افراد مسلح در کابل صورت گرفت.
در ۱۴ اوت سال ۲۰۲۰، کارشناسان سازمان ملل از دولت افغانستان خواستند که برای جلوگیری از کشته شدن مدافعان حقوق بشر اقدام قاطع اولیه را انجام دهد. از آغاز سال ۲۰۲۰ نه مدافع حقوق بشر کشته شده‌اند. این تعداد در حال حاضر از رقم ۲۰۱۹ فراتر رفته است.

## آزادی بیان و رسانه
ماده ۳۴  قانون اساسی افغانستان اجازه آزادی بیان و مطبوعات را می‌دهد، اگرچه محدودیت‌هایی در رسانه‌ها وجود دارد که ممکن است  قوانین اسلامی را مورد استناد قرار دهند یا برای سایر فرقه‌ها توهین کنند. با این حال، مورد آزار و اذیت و تهدیدهایی قرار گرفته است که روزنامه نگاران و کارشناسان حقوقی را به ویژه در خارج از کابل مورد هدف قرار داده است. آزادی مطبوعات توسط رئیس‌جمهور موقت حامد کرزی در فوریه ۲۰۰۲ تضمین شد. قانون رسانه ۲۰۰۴ توسط کرزی در سال ۲۰۰۵ امضا شد. در سال ۲۰۰۸، نصیر فیاض، مستندساز به دلیل انتقاد از سیاستمداران کابینه رئیس‌جمهور در برنامه هفتگی خود در تلویزیون آریانا دستگیر شد. این دستگیری با انتقاد روزنامه نگاران روبرو شد و ماده ۳۴ را نقض کرد که «آزادی بیان غیرقابل تخلف است». افغانستان در سال ۲۰۱۷ شاخص آزادی مطبوعات ۱۲۰ ام، از همه همسایگان بهتر است.
روزنامه‌نگار در افغانستان از سوی نیروهای امنیتی و شورشیان تهدید می‌شود. روزنامه نگاران توسط مقامات افغانستان، جنگ سالاران و شورشیان تهدید، حمله و کشته می‌شوند تا جلوی گزارش آنها را بگیرند. علاوه بر این، Human Right Watch گزارش ادعا می‌کند که بسیاری از روزنامه نگاران افغان با دور کردن گزارش از موضوعات حساس، خودسانسوری می‌کنند. کمیته ایمنی روزنامه نگاران افغانستان (AJSC) در سال ۲۰۱۷ ادعا می‌کند که ۴۶٪ حملات روزنامه‌نگار افغان را دولت افغانستان تشکیل داده است. در حالی که شورشیان مسئول بقیه حملات بودند

## آزادی مذهبی
ثبت نام گروه‌های مذهبی لازم نیست. گروه‌های مذهبی اقلیت قادر به انجام آزادانه آیین‌های خود هستند اما مجاز به تبلیغ مجدد آنها نیستند. اسلام دین رسمی است؛ همه قوانین باید با اخلاق اسلامی سازگار باشد، و رئیس‌جمهور و معاون رئیس‌جمهور باید هر دو مسلمان باشند.
به‌طور رسمی، ارتداد طبق قانون اساسی افغانستان مجازات اعدام دارد. در سال ۲۰۰۶، عبدالرحمن، یک مسلمان افغان که به جرم گرایش به مسیحیت دستگیر شده بود، اجازه رئیس‌جمهوری برای خروج از کشور را گرفت و او به ایتالیا نقل مکان کرد، جایی که به او پناهندگی اعطا شد. در سال ۲۰۱۴، یک مسلمان افغان که از اسلام دست کشیده و به  ملحد مبدل شده بود در انگلستان پناهندگی دریافت کرد، به این دلیل که در صورت بازگشت به کشور مبدأ ممکن است با مرگ روبرو شود.

## حقوق زنان

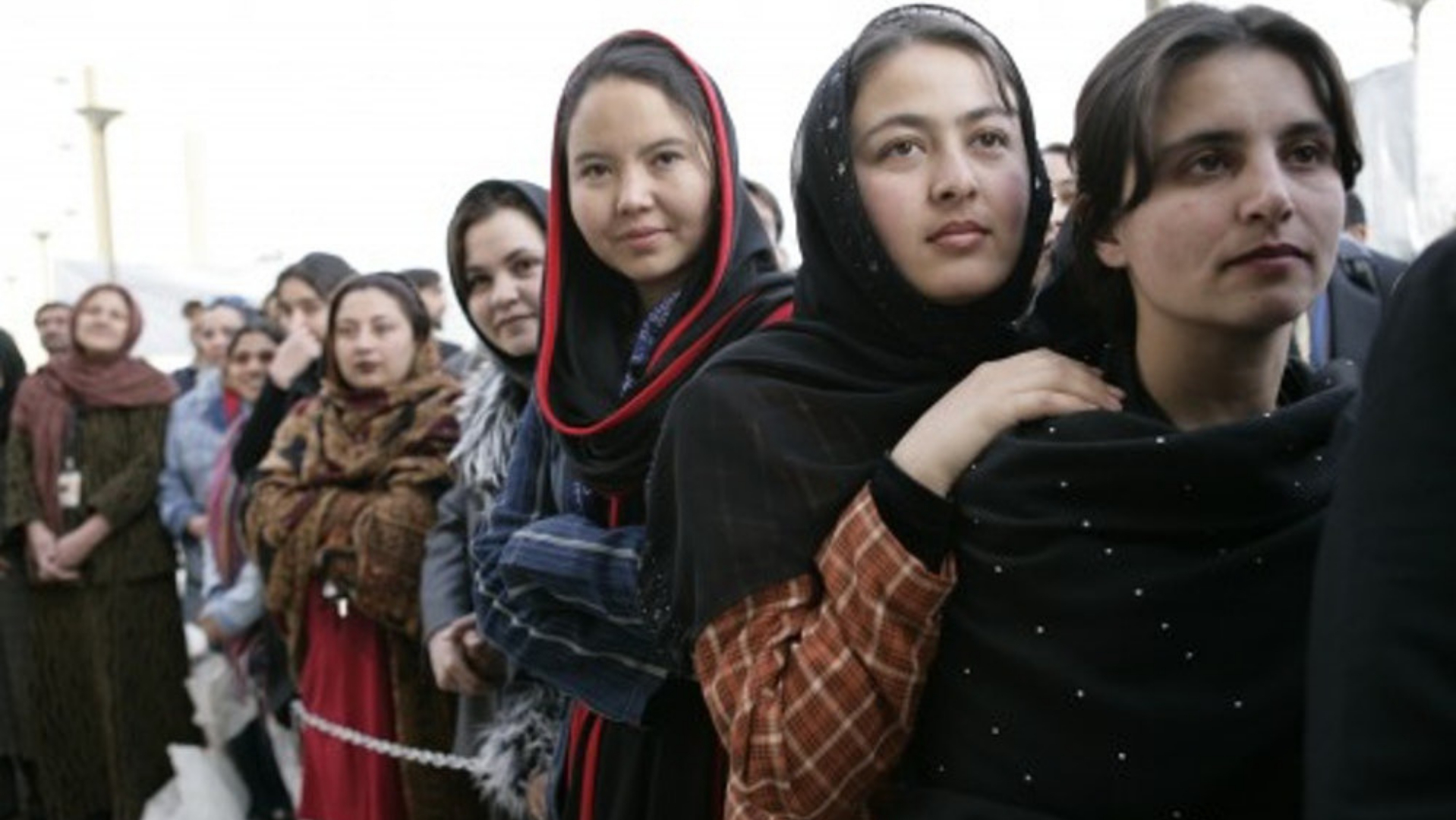
زنان طبق قانون اساسی از حقوق مساوی با مردان برخوردارند

قانون اساسی وعده حقوق برابر برای زن و مرد را دارد و زنان مجاز به کار در خارج از خانه، فعالیت سیاسی هستند و قانون اساسی از هر حزب سیاسی می‌خواهد تعداد مشخصی از نامزدهای زن را معرفی کند.
در زمان حکومت طالبان، زنان عملاً تمام حقوقشان را سلب کردند. مواردی از استفاده از لاک ناخن تا فرصت‌های شغلی به شدت محدود شد. طالبان با نگه داشتن زنان در خانه، ادعا کردند که آنها را از آسیب در امان نگه می‌دارند.
در اواخر مارس ۲۰۰۹، رئیس‌جمهور افغانستان حامد کرزی قانون «محکوم بین‌المللی» قانون خانواده شیعه را امضا کرد که همسر آشکار تجاوز (در ماده ۱۳۲)، ازدواج کودک و باکرگی را به زنان متأهل افغان تحمیل می‌کند. اگرچه گفته می‌شود که قانون متخلف برای مدت یک سال خاموش بوده است، رئیس‌جمهور کرزی در تلاش بود تا حمایت قانونگذاران شیعه شمال افغانستان و همسایگان جمهوری اسلامی ایران را که تحت سلطه شیعیان است، جلب کند. طبق روزنامه «ایندیپندنت» انگلیس، «کد خانواده» در مجلس بالا / سنا خوانده نشده است و همچنین تبعیض جنسیتی را در قانون ارث و طلاق علیه زنان درج کرده است.
علی‌رغم وعده‌های مختلف دولت برای اجرای قطعنامه ۱۳۲۵ شورای امنیت سازمان ملل، این قانون قابل اجرا نبود. گفتگوهای صلح کابل که در ژوئن ۲۰۱۷ برگزار شد، تنها شامل دو زن در میان ۴۷ نماینده دولت و بین‌الملل بود.
در ۱۸ سپتامبر ۲۰۲۰، رئیس‌جمهور اشرف غنی قانون جدیدی را امضا کرد که نام مادران را در شناسنامه و کارت شناسایی فرزندان خود درج می‌کند. فعالان حقوق زنان افغان چندین سال است که در شبکه‌های اجتماعی فعالیت می‌کنند تا نام هر دو والدین را تحت هشتگ # نام من کجا قرار دهد.

## پیوند بیرونی
- Review of Afghanistan by the United Nations Human Rights Council's Universal Periodic Review, May 7, 2009. (Scroll down past New Zealand.)
- Afghanistan's MDG - Millennium Development Goals
- Afghanistan Independent Human Rights Commission (AIHRC)
- Afghan Women's Network
- Women's Rights in Afghanistan Fund - funded by Canadian International Development Agency (CIDA)
- World Observes International Mine Awareness and Assistance Day Central Asia Health Review. Apr. 5,2008
- Poor Sanitation Causes Death among Children under Five in Afghanistan Central Asia Health Review. Mar. 14,2008
- Freedom of expression in Afghanistan - IFEX
- Omid Learning Centers- Educating Young Afghan Girls
- HRW - Afghan Election Diary - work on Afghanistan from Human Rights Watch
- BBC News - Afghan women seek death by fire - 15/11/06
- - Jerome Saxby: "Afghan leader accused of bid to legalise rape" Independent 31.03.09.
- Human Rights Middle East بایگانی‌شده  در ۳ دسامبر ۲۰۰۹ توسط Wayback Machine
- DIY Creations-Empowering Women in Afghanistan through business startups.
- Children Righst in Afghanistan. Transition Home for Orphan Boys in Afghanistan.